# Isla del Topi
Isla del Topi (en italiano: Isola dei Topi) es una isla italiana en el Mar Tirreno geográficamente parte del Archipiélago Toscano y administrativamente integrada en la provincia de Livorno parte de la Región de Toscana. No posee habitantes permanentes,  se encuentra en el canal de Piombino a unos trescientos metros al norte del Castillo Capo. Una ordenanza prohíbe a los barcos de la Guardia Costera transitar en el tramo de mar entre la costa y la isla. Sus terrenos son de propiedad privada.